# Майоров, Михаил Мусеевич
Михаил Мусеевич Майоров (настоящие имя и фамилия — Меер Моисеевич Биберман) (10 января 1890, с. Скородное, Минской губернии, Мозырского уезда, Российской империи) — 20 января 1938, СССР) — партийный и государственный деятель СССР и УССР.

## Биография
Родился в семье ремесленника. Работал портным. С юных лет включился в революционное движение. В 1906 вступил в РСДРП.
В 1906—1917 вëл агитационо-партийную работу в Киеве, Екатеринославе, Царицыне, Саратове, Москве. Подвергался репрессиям.
В 1917 — член Киевского комитета РСДРП(б), один из руководителей большевистской фракции Киевского Совета рабочих депутатов.
Участник октябрьского вооружённого восстания в Петрограде и Москве, Январского восстания в Киеве (1918).
Участник гражданской войны. Во время австро-немецкой оккупации Украины в 1918 — один из руководителей партийного подполья в Киеве и Екатеринославе, председатель Всеукраинского партийного временного комитета, председатель (с июля 1918) и член (с октября 1918) Киевского подпольного областного комитета КП (б) Украины.
В 1919—1920 — в Красной Армии.
С июля 1920 — на советской и партийной работе:
- до октября 1922 — председатель Киевского губсовнархоза,
- 1922—1923 — первый секретарь Одесского губернского комитета КП(б)Украины,
- 1923—1924 — председатель Астраханского губисполкома,
- 1924—1925 — председатель Томского губисполкома,
- 1925—1927 — секретарь Томского окружного комитета ВКП(б),
- 1927—1930 — заместитель председателя Центральной контрольной комиссии КП(б)Украины — наркома Рабоче-крестьянской инспекции УССР,
- 25 декабря 1930 — 9 февраля 1932 — нарком снабжения УССР,
- 1932—1933 — первый секретарь Одесского областного комитета КП(б)Украины.
- 1933—1934 — секретарь Среднеазиатского бюро ЦК ВКП(б).

В 1934 вызван в Москву и резко понижен в должности, назначен заместителем председателя Центросоюза СССР.
В 1927—1934 — член Центральной контрольной комиссии ВКП(б). На I и III съездах КП(б)Украины избирался кандидатом в члены ЦК КП(б)Украины, на V конференции — членом ЦК КП(б)Украины, на X—XI съездах КП(б)Украины — членом ЦКК КП(б)Украины.
В 1932—1933 — кандидат в члены Политбюро ЦК КП(б)Украины. Неоднократно избирался членом ВЦИК и ВУЦИК.
14 октября 1937 арестован органами НКВД, приговорён к смертной казни. Расстрелян. Посмертно реабилитирован 2 июня 1956 г.
Автор работ по истории партии.

## Память
В городе Киеве в 1970 году на Минском массиве была названа улица Михаила Майорова.